# Севастопольський морський завод
Севастопольський морський завод — суднобудівне підприємство України, націоналізоване окупаційною адміністрацією Росії. Виробничі потужності орендовані у націоналізованого севастопольською адміністрацією рос. ГУП «Севастопольский морской завод имени Серго Орджоникидзе» терміном на 49 років.

## Історія
1783 — початок будівництва кузні, майданчика для кілювання суден, закладена основа для Севастопольського адміралтейства.
1820 — спущено на воду зі стапелів бриг «Меркурий», нагороджений кормовим Георгієвським прапором за перемогу над двома турецькими лінійними кораблями. Побудовано 50 вітрильних суден і кораблів.
1854—1855 — мужність й героїзм виявили робітники Лазарєвського адміралтейства, захищаючи разом із матросами й солдатами місто під час Кримської війни.
1884 — на стапелях заводу були закладені панцерники «Чесма» і «Синоп», що заклало підвалини кораблебудуванню в адміралтействі.
1901 — на Севастопольському адміралтействі було закладено крейсер «Очаків».
1905 — закінчено добудову панцерника «Потьомкін».
1920 — після громадянської війни в Росії та Радянсько-української війни на заводі тільки за один рік було відремонтовано 80 суден і кораблів.
1923 — за достроковий ремонт крейсера «Комінтерн» колектив Севморзаводу було нагороджено орденом Трудового Червоного Прапора.
1936 — Севморзаводу надано ім'я Серго Орджонікідзе.
1941—1942 — у важких умовах років війни колектив заводу повернув до строю близько 600 кораблів і суден Чорноморського флоту, побудував бронепотяг «Железняков» і багато іншого.
1947 — освоєно ремонт суден Китобійної флотилії «Слава».
1952 — здано 50-тонний плавучий кран, що поклало початок радянському будівництву плавучих кранів.
1965 — початок серійного виробництва плавучих кранів «Чорноморець» в/п 100 тонн.
1966 — за заслуги в створенні нової техніки колектив заводу нагороджено орденом Леніна.
1971 — початок серійного виробництва плавучих кранів «Богатир» в/п 300 тонн
1976 — спущено на воду плавучий кран «Витязь» в/п 1600 тонн
1983 — за досягнуті успіхи під час виконання планових завдань і у зв'язку з 200-річчям з дня заснування об'єднання нагороджено орденом Жовтневої Революції.
За досягнення найвищих показників у Всесоюзному соціалістичному змаганні колективу об'єднання надано перехідне Червоне знамено ЦК КПРС, Ради Міністрів СРСР, ВЦРПС, ЦК ВЛКСМ із занесенням на Всесоюзну дошку пошани ВДНГ СРСР в 1977, 1978, 1982 рр.

### Україна
1990-ті — приватизація заводу. Контрольний пакет акцій належав Українському інвестиційному фонду (UGF).
1993—1994 — докування американського лайнера «SS United States»: видалення азбестових конструкцій.
1995 — створено ВАТ «Севастопольський морський завод» (до 2014 входило до складу ПАТ ЗНКІФ «Прайм Ессетс Кепітал»).
2013 — святкування 230-річчя з дня заснування підприємства.

### Російська окупація
28 лютого 2015 — постановою окупаційного Уряду Севастополя завод націоналізовано на користь міста.
Станом на 26 березня 2015 року, Севастопольський морський завод стає філією Північнодвінського суднобудівного і судноремонтного підприємства «Зірка».
3 квітня 2015 року, Севастопольський морський завод перейменовано в ГУП «Севастопольський морський завод імені Серго Орджонікідзе» (рос. ГУП «Севастопольский морской завод имени Серго Орджоникидзе»).
4 квітня 2015 року, Севастопольський морський завод відвідав віцепрем'єр Дмитро Рогозін.
За деякою інформацією, частина замовлень була передана від «ЦС «Зірка» Севморзаводу.
Станом на 21 квітня 2015 року завод почав виконувати ремонт кораблів. Тоді ж стало відомо, що завод буде обслуговувати кораблі Чорноморського флоту. (за декілька попередніх місяців вже вдалося виконати ремонт деяких суден, забезпечити роботи на новому підводному човні ЧФ «Новоросійськ»).
Для обслуговування підводних човнів й виконання всіх видів їх ремонту, включаючи аварійний, на заводі організовано спеціальне технічне бюро Чорноморського флоту.
В червні 2016 року закінчився ремонт (продовжувався 8 місяців) парусного навчального судна «Херсонес»; інший док полишив середній морський танкер ЧФ «Іман».
У декларації за 2017 рік Президент України Петро Порошенко вказав у податковій декларації Севастопольський морський завод, із зазначенням, що протягом 2017 року він не отримував дивідендів від підприємств, кінцевим бенефіціаром яких він є. 
Вночі з 12 на 13 вересня Сили оборони України завдали ракетного удару, внаслідок якого були важко пошкоджені російські великий десантний корабель «Мінськ» та підводний човен «Ростов-на-Дону», що знаходились на сухому доку. 
Того ж дня, 13 вересня 2023 року, Петро Порошенко повідомив, що завод був вкрадений у нього в лютому-березні 2014 року окупаційною владою рф.

## Виробничі потужності
Морський завод розташовується на двох виробничих майданчиках, загальною площею 53 гектари.

### Південний майданчик
- Два сухих доки 173х25,8х9 і 152х25,8х8 метрів
- Добудовні набережні з портальними крани
- Доковий цех
- Корпусоремонтний цех
- Дизелеремонтна ділянка
- Трубомідницька й механомонтажна ділянки
- Електромонтажна дільниця
- Центральна заводська лабораторія
- Похилий стапель
- Горизонтальний стапель
- Елінг

### Інкерманськиймайданчик
- Корпусозбірний цех
- Набережна
- Поромний причал
- Лінія очищення й ґрунтовки листового й профільного прокату
- Група складів

## Керівництво
- ?—1986 — Віктор Подбєльцев
- 1986—2006 — Анатолій Череватий
- ?—2010 — Олександр Проказа
- з 2010 — Костянтин Картошкін
- з 5 березня 2015 — в. о. Юрій Халіулін[ru][19][20]
- з 31 березня 2015 — Олександр Петрович Юр'їв[10]

## Нагороди
- Орден Трудового Червоного Прапора (1923)
- Орден Леніна (1966)
- Орден Жовтневої Революції (1983)

## Зовнішні посилання
- Сайт Севастопольського морського заводу